# Helmut Thaler
Helmut Thaler, né le 22 janvier 1940 à Imst, est un lugeur autrichien.

## Carrière
Helmut Thaler est médaillé d'argent en double aux Jeux d'hiver de 1964 à Innsbruck, où la luge fait partie du programme olympique pour la première fois, avec Reinhold Senn. Il remporte deux médailles aux championnats du monde : l'argent en 1960 avec son frère Herbert et le bronze en 1961 avec Reinhold Senn. Thaler et Senn sont également médaillés d'argent aux championnats d'Europe 1967. Thaler est ensuite entraîneur de l'équipe autrichienne de luge de 1973 à 1988.